# 123 (tal)
123 (hundratjugotre eller etthundratjugotre) är det naturliga talet som följer 122 och som följs av 124.

## Inom matematiken
- 123 är ett udda tal.
- 123 är ett semiprimtal
- 123 är ett Lucastal[2]

## Inom vetenskapen
- 123 Brunhild, en asteroid

## Inom teknik

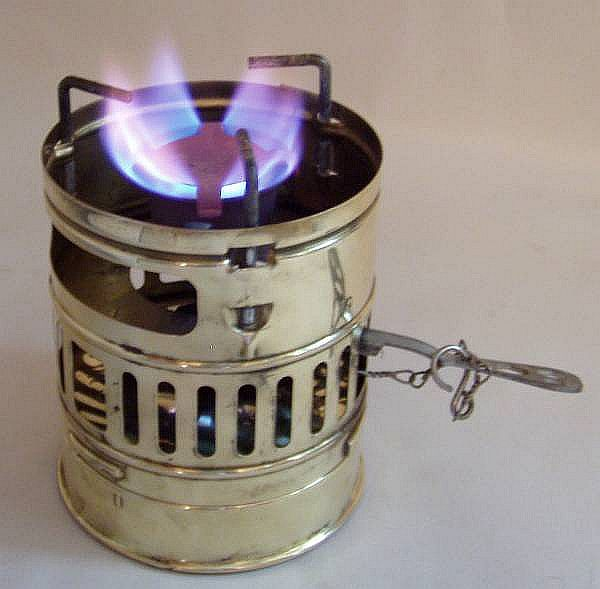
Uppvärmningsanordningen Svea 123

- Svea 123